# Hlidskialf
Hlidskialf (nórdico antigo: Hliðskjálf) é o trono mágico de Odin, de onde ele pode avistar todo o Universo e tudo o que acontece nele. O trono fica situado no palácio Valaskjálf e só Frigga, a esposa de Ódin, tem permissão para lá se sentar juntamente com ele.